# 1555
| [ Edytuj tabelę ]              | |
| Król Polski                    | - 1530 Zygmunt II August 1572 |
| Współksiążęta Andory           | - 1552 Miquel Despuig 1556 - 1517 Henryk II 1555 - 1555 Joanna d’Albret 1572 - 1555 Antoni Burbon 1562                                                                     |
| Król Anglii                    | - 1553 Maria I 1558 |
| Elektor Brandenburgii          | - 1535 Joachim II Hektor 1571 |
| Książę Bawarii                 | - 1550 Albrecht V 1579 |
| Sułtan Brunei                  | - 1521 Abdul Kahar 1575 |
| Cesarz Chin                    | - 1521 Jiajing 1566 |
| Król Czech                     | - 1526 Ferdynand I Habsburg 1564 |
| Król Danii                     | - 1534 Chrystian III 1559 |
| Dalajlama                      | - 1543 Sonam Gjaco 1588 |
| Cesarz Etiopii                 | - 1540 Klaudiusz 1559 |
| Król Francji                   | - 1547 Henryk II 1559 |
| Król Hiszpanii                 | - 1516 Karol I 1556 |
| Hrabia Holandii                | - 1515 Karol I Habsburg 1555 - 1555 Filip II Habsburg 1572 |
| Szach Iranu                    | - 1524 Tahmasp I 1576 |
| Państwo Wielkich Mogołów       | - 1553 Muhammad Szah Adil 1555 - 1555 Ibrahim Szah Suri 1555 - 1555 Sikandar Szah Suri 1555 - 1555 Humajun 1556                                                            |
| Władca Inków                   | - 1545 Sayri Tupac 1558 |
| Król Irlandii                  | - 1554 Maria I Tudor 1558 |
| Cesarz Japonii                 | - 1526 Go-Nara 1557 |
| Kalif                          | - 1520 Sulejman I 1566 |
| Patriarcha Konstantynopola     | - 1546 Dionizy II 1555 - 1555 Joazaf II 1556 |
| Władca Korei                   | - 1545 Myŏngjong 1567 |
| Wielki książę litewski         | - 1530 Zygmunt August 1569 |
| Sułtan Maroka                  | - 1554 Muhammad asz-Szajch 1557 |
| Senior Monako                  | - 1532 Honoriusz I 1581 |
| Król Nawarry                   | - 1516 Henryk II 1555 - 1555 Joanna d’Albret 1572 |
| Król Norwegii                  | - 1534 Chrystian III 1559 |
| Sułtan Omanu                   | - 1529 Bakarat ibn Muhammad 1560 |
| Elektor Palatynatu             | - 1544 Fryderyk II 1556 |
| Papież                         | - 1550 Juliusz III 1555 - 1555 Marceli II 1555 - 1555 Paweł IV 1559 |
| Książę Parmy                   | - 1547 Oktawiusz Farnese 1556 |
| Król Portugalii                | - 1521 Jan III 1557 |
| Książę w Prusach               | - 1525 Albrecht 1568 |
| Car Rosji                      | - 1547 Iwan IV Groźny 1584 |
| Cesarz Rzymski (niemiecki)     | - 1519 Karol V Habsburg 1558 |
| Kapitanowie Regenci San Marino | - 1554 Marc'Antonio Gozi Francesco di Sebastiano Onofri 1555 - 1555 Giuliano di Marino Righi Gio. Antonio di Antonio 1555 - 1555 Bartolo Belluzzi Pier Paolo Corbelli 1556 |
| Elektor Saksonii               | - 1553 August Wettyn 1586 |
| Król Szkocji                   | - 1542 Maria Stuart 1567 |
| Król Szwecji                   | - 1521 Gustaw I Waza 1560 |
| Król Tajlandii                 | - 1548 Phra Maha Chakkraphat 1568 |
| Sułtan Turków                  | - 1520 Sulejman Wspaniały 1566 |
| Doża Wenecji                   | - 1554 Francesco Veniero 1556 |
| Król Węgier                    | - 1526 Ferdynand I 1564 - 1540 Jan II Zygmunt Zápolya 1571 |

Rok 1555 / MDLV
stulecia: XV wiek ~
XVI wiek ~
XVII wiek

lata: 1545 «
1550 «
1551 «
1552 «
1553 «
1554 «
1555
» 1556
» 1557
» 1558
» 1559
» 1560
» 1565

## Wydarzenia w Polsce
- 22 kwietnia-15 czerwca – w Piotrkowie obradował sejm[1].
- 27 czerwca – Zygmunt II August wydał nakaz usuwania innowierców z Poznania.

- Po raz pierwszy na stałe pojawił się w Polsce nuncjusz stolicy apostolskiej.
- Unia kalwinów z braćmi czeskimi w Koźminku.
- Sejm Królestwa Polskiego w Piotrkowie uchwalił zwołanie Soboru Narodowego, który przy pomocy Jana Kalwina, Jana Łaskiego i Filipa Melanchtona miał sformułować doktrynę polskiego Kościoła Narodowego.
- Pożar zniszczył znaczną część Sukiennic w Krakowie.
- Konflikt biskupa ryskiego z inflancką gałęzią zakonu krzyżackiego, początek wojny o Inflanty.

## Wydarzenia na świecie
- 9 lutego – w Gloucester został spalony na stosie protestancki biskup John Hooper, trzeci z męczenników podczas wprowadzanej przez królową Anglii Marię I Tudor rekatolicyzacji.
- 11 marca – wojna rosyjsko-szwedzka: zwycięstwo Szwedów w bitwie pod Kivinäbb.
- 9 kwietnia – włoski kardynał Marcello Cervini został wybrany na papieża i przyjął imię Marcelego II.
- 17 kwietnia – książę Cosimo I Medici zdobył Sienę i wcielił ją w powstające Wielkie Księstwo Toskanii.
- 23 maja – Giovanni Pietro Carafa został wybrany na papieża Pawła IV.
- 25 maja – Antoni de Burbon-Vendôme i Joanna d’Albret zostali współmonarchami Nawarry.
- 25 września – podczas Sejmu Rzeszy w Augsburgu został podpisany pokój religijny między cesarzem rzymsko-niemieckim Karolem V Habsburgiem a protestanckimi książętami Rzeszy. Wprowadził on zasadę Cuius regio, eius religio (łac. Czyja władza, tego religia), przy czym dozwolone były konfesja katolicka i luterańska.
- 16 października – biskupi anglikańscy Hugh Latimer i Nicholas Ridley zostali spaleni na stosie za głoszenie herezji.

- Powstała Kompania Moskiewska.
- Giovanni Pierluigi da Palestrina został kapelmistrzem w bazylice św. Jana na Lateranie.

## Urodzili się
- 26 stycznia – Karol II Grimaldi, senior Monako (zm. 1589).
- 10 lutego – Dong Qichang, chiński kaligraf, malarz, teoretyk sztuki (zm. 1636).
- 18 marca – Franciszek Hercules Walezjusz, najmłodszy syn króla Francji Henryka II i Katarzyny Medycejskiej (zm. 1584).
- 21 kwietnia – Ludovico Carracci, włoski malarz i rysownik okresu wczesnego baroku (zm. 1619).
- 6 lipca – Louis de Guise, trzeci syn Franciszka de Guise i Anny d’Este. Arcybiskup Reims (zm. 1588).
- 1 sierpnia – Edward Kelley, angielski alchemik (zm. 1597).
- 3 września – Jan Zbigniew Ossoliński, sekretarz królewski mianowany przez króla Stefana Batorego (zm. 1623).
- 6 października – Franciszek Nádasdy, węgierski możnowładca, Mąż Elżbiety Batorówny (zm. 1604).
- Małgorzata Clitherow, święta katolicka i męczennica (zm. 1586).
- Adam Sędziwój Czarnkowski, wojewoda łęczycki, starosta generalny Wielkopolski (zm. 1627).
- Samuel Eidels, rabin, komentator talmudu (zm. 1631).
- Giovanni Gabrieli, włoski kompozytor i organista (zm. 1612)
- François de Malherbe, francuski poeta, jeden z twórców poetyki klasycystycznej (zm. 1628).
- Gabriel Batory (1555–1586), węgierski szlachcic, syn Andrzeja Batorego i Małgorzaty Majláth (zm. 1586).

## Zmarli
- 12 kwietnia – Joanna Szalona, królowa Kastylii (ur. 1479)
- 25 maja – Henryk II, król Nawarry (ur. 1503)
- 9 października – Justus Jonas, niemiecki teolog, humanista, działacz reformacji, współpracownik Marcina Lutra (ur. 1493)
- 21 listopada – Georgius Agricola (właśc. Georg Pawer), niemiecki uczony, górnik, metalurg, mineralog i humanista, znany jako Ojciec geologii (ur. 1494)